# Кастел Фоконяно
Кастѐл Фоконя̀но (на италиански: Castel Focognano) е село и община в централна Италия, провинция Арецо, регион Тоскана. Разположено е на 310 m надморска височина. Населението на общината е 3298 души (към 2010 г.).
Административен център не е село Кастел Фоконяно а градчето Расина (Ràssina).